# ネブラスカ大学リンカーン校
ネブラスカ大学リンカーン校（英語: University of Nebraska–Lincoln）は、アメリカ合衆国ネブラスカ州の州立大学。ネブラスカ大学システムの旗艦校として、同州の大学教育をリードする存在である。特に農学部と経営学部が高く評価されている。大学スポーツの強豪校としても有名であり、カレッジフットボールや女子バレーボールでは複数回全米チャンピオンとなっている。
1909年から102年の間、世界的な有名大学や研究大学を中心に高水準の学術研究と教育システムを維持するために設立された北米トップクラスの研究型大学の組織、アメリカ大学協会の63校のうちの1校であった。2011年にアメリカ大学協会のメンバーから外れ、ビッグテンカンファレンスに加盟した。

## 沿革

### 略歴
1869年にモリル・ランドグラント法に基づくランドグラント大学として創立された。当初ネブラスカ大学システムに所属している唯一の大学だったので、学校名は単にネブラスカ大学であり、長年そのように呼ばれていた。学校創立99年目の1968年に同州のオマハ大学がネブラスカ大学システムに加盟したことにより、ネブラスカ大学リンカーン校と呼ばれるようになった（同時にオマハ大学はネブラスカ大学オマハ校に改名）。
1900年に設立されたアメリカ大学協会に1909年より加盟していたが、2011年に除名された。これは同協会の定める評価基準の幾つかを、ネブラスカ大学リンカーン校が満たしていないと他のメンバーに判断されたためである。リンカーン校に医学部が設置されていないこと、全米ランキング上位に評価される農学部の存在がアメリカ大学協会によって考慮されなかったことなどが原因として挙げられている。
2011年にはビッグテンカンファレンスに招待され、その正式メンバーとなった。同年、教育コンソーシアムの一つであるCIC（Committee on Institutional Cooperation）にも参加している。

### 年表
- 1869年 モリル・ランドグラント法に基づくランドグラント大学として創立
- 1871年 大学の敷地内に博物館を設立
- 1901年 学生新聞であるデイリー・ネブラスカンが創刊される
- 1909年 北米を代表する研究型大学として、アメリカ大学協会にメンバー登録される
- 1923年 大学の敷地内にスタジアムを設立
- 1929年 大恐慌の影響で学生数が減少し、深刻な経営危機に陥る
- 1947年 第二次世界大戦からの復員兵が大挙して入学し、大学の規模拡張を余儀なくされる
- 1954年 クリフォード・モリス・ハーディンが大学総長に就任し、彼の指揮下で再度の拡張を行う
- 1964年 イーストキャンパスを設置
- 1968年 正式名称をネブラスカ大学リンカーン校に改名
- 1985年 日本の専修大学と協定を締結[10]
- 1990年 大学の敷地内に劇場を設立
- 1993年 芸術学部を新設[11]
- 2011年 アメリカ大学協会メンバーより除名され、ビッグテンカンファレンスに加盟する

## 学部

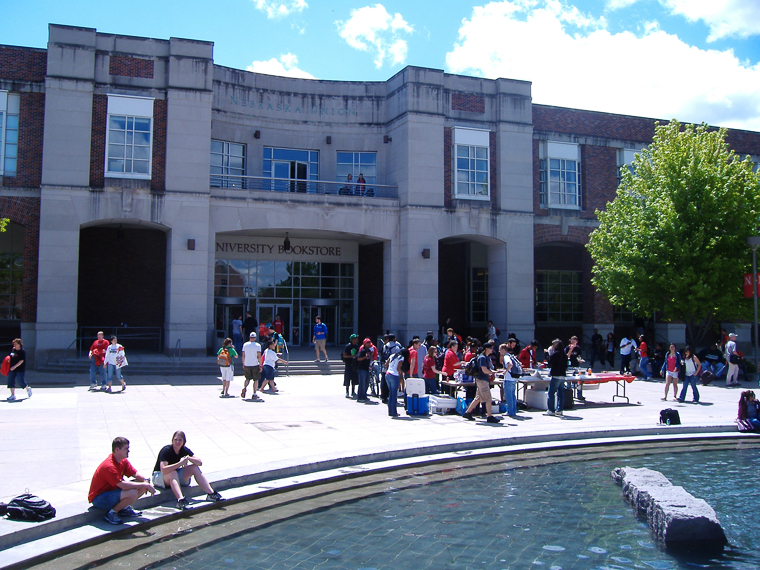
ユニオン棟

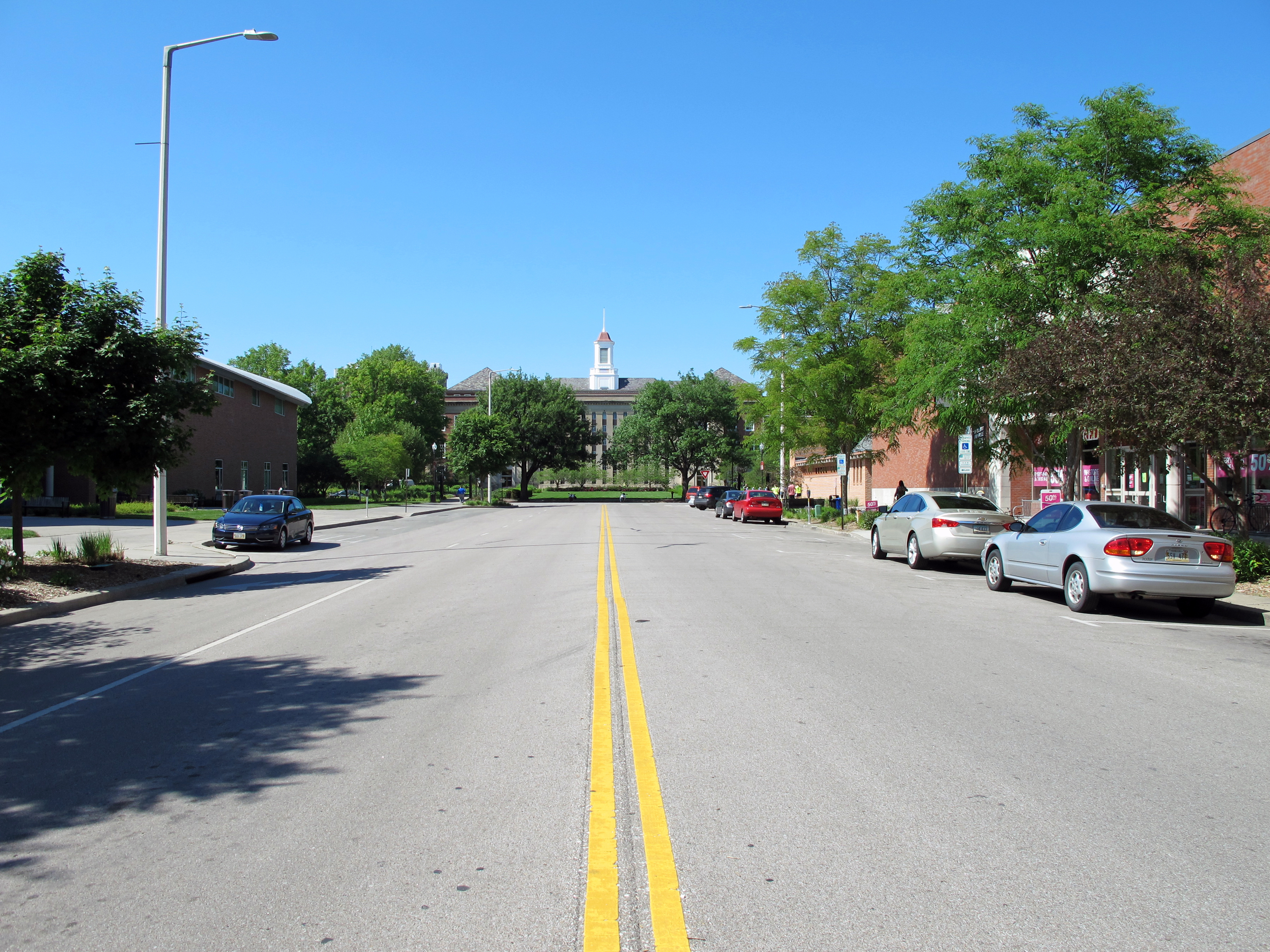
学内のQ通り

- 教養学部
- 教育学部
- 芸術学部
- 経営学部
- 法学部
- ジャーナリズム学部
- 農学部
- 工学部
- 建築学部

## キャンパス
メインキャンパスとして、リンカーン市の中心部に近いシティキャンパスと、そこから数キロメートル離れたイーストキャンパスが存在している。シティキャンパスには教養学部・教育学部・芸術学部・経営学部・ジャーナリズム学部・工学部・建築学部の本部が、イーストキャンパスには農学部・法学部の本部がそれぞれ設置されている。シティキャンパスとイーストキャンパスの敷地面積の合計は、約70万坪（前者が約27万坪、後者が約42万坪）。
キャンパス内には博物館・美術館・劇場といった文化施設が点在している。1929年に設立されたシェルドン美術館は、大学付属の美術館としては全米最大級の規模であり、1万2000点を超える北アメリカ美術のコレクションを有している。
大学敷地内で最大の図書館はドン・L・ラヴ記念図書館であり、主に人文科学や社会科学に関する書籍が収集されている。大学全体としておよそ350万冊（290万冊の本、44万部の定期刊行物）の蔵書を保有している。
キャンパス内に収容人数8万人を超えるスタジアムがある。同大学のカレッジフットボールチームの本拠地であり、1962年から現在まで毎試合チケットの売り切れが続いている。試合当日にはリンカーン市内のみならず、近隣のオマハなどから多数の観客が訪れスタジアムを賑わせている。

## スポーツ

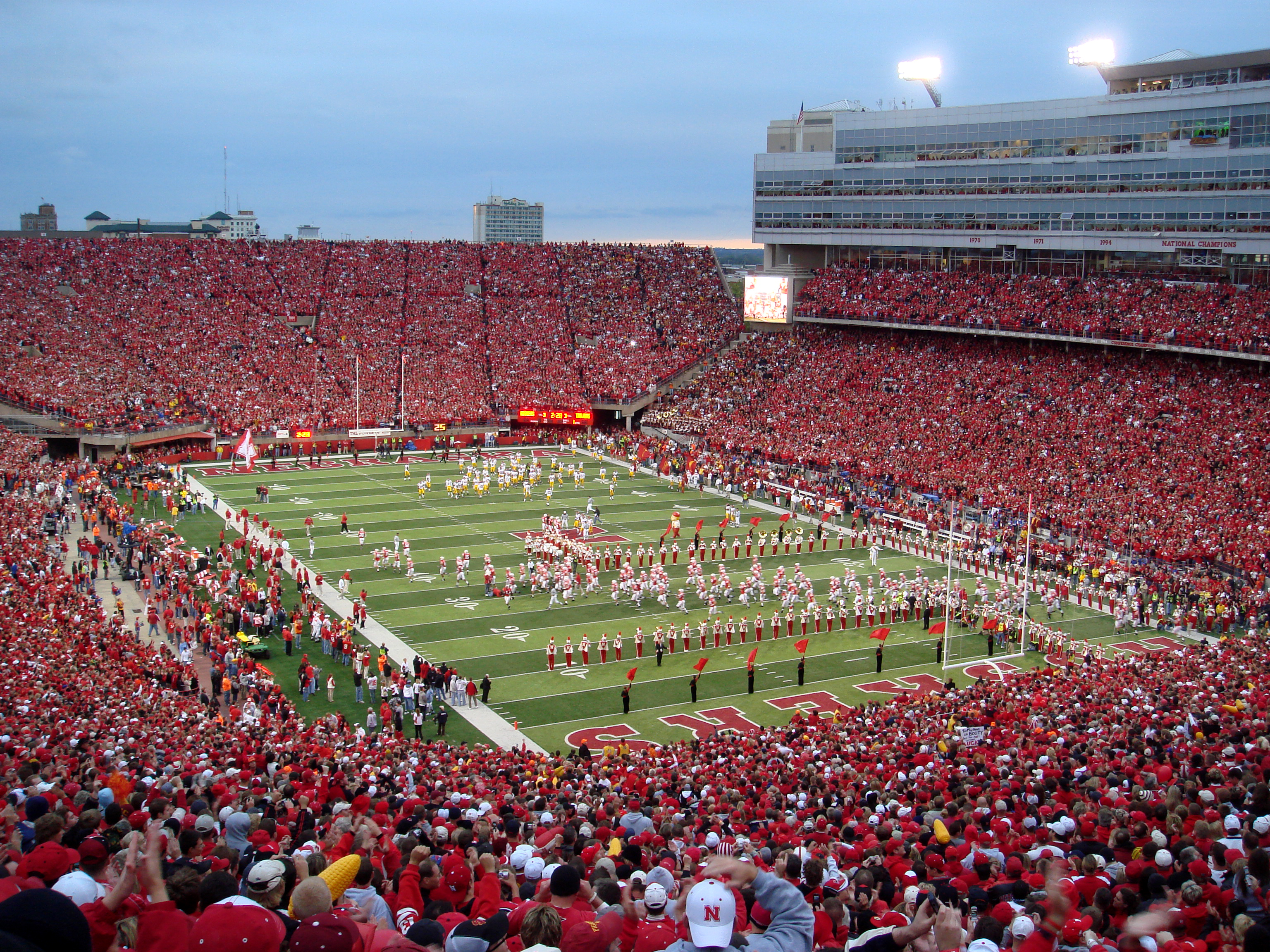
記念スタジアム（2007年）

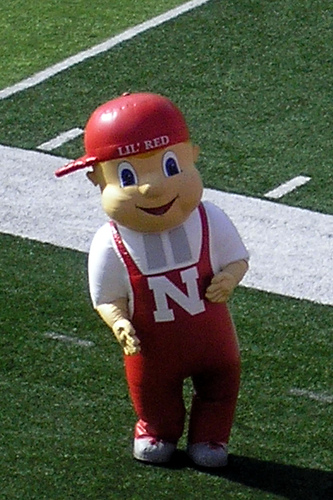
スタジアムで応援を行うリル・レッド

ネブラスカ大学リンカーン校のスポーツチームは、ネブラスカ州出身者の俗称に因んでコーンハスカーズまたはハスカーズと呼ばれている。NCAAのディビジョンI（フットボールはディビジョンI-A）、ビッグテンカンファレンスのレジェンドディビジョンに属している。大学のチームカラーは緋色とクリーム色。チームのマスコットキャラクターとして、ハービー・ハスカーとリル・レッドの2種類が活躍している。両方とも白人農夫をデザインしたものだが、前者が大人の姿、後者が子供の姿をしているという違いがある。特にリル・レッドは空気で膨らませる着ぐるみという点で画期的であり、2007年にはその革新性を評価されマスコット栄誉の殿堂にも選出された。
カレッジフットボールでは名門校として知られており、これまで1970年・1971年・1994年・1995年・1997年の5度にわたり全米チャンピオンとなっている。また、最も活躍したカレッジフットボールの選手に贈られるハイズマン賞の受賞者を、これまでに3名輩出している。大学の出身者で、卒業後にNFLにプロ入りした選手も多い（著名な卒業生のリストに一部掲載）。ただし、名将と呼ばれたヘッドコーチのトム・オズボーンが1997年に勇退してからは、チームは弱体化している。
男子体操競技チームも全米屈指の強豪である。特に1970年代後半から1990年代前半にかけて、NCAAのトーナメントで圧倒的な強さを発揮した。1979年・1980年・1981年・1982年・1983年・1988年・1990年・1994年に全米大会で優勝を果たしている。また、同時期には4人のオリンピック金メダリストを輩出している。
ネブラスカ大学リンカーン校の女子バレーボールチームは、1995年・2000年・2006年の3度にわたり全米チャンピオンとなった。

## ランキング
USNEWSのNATIONAL UNIVERSITY RANKINGでは全米96位、TOP PUBLIC SCHOOL RANKINGでは全米47位にランキングされている。
上海交通大学発表のAcademic Ranking of World Universities - 2011ではNational Ranking69-89位、World Rankingで151-200位とランキングされた。
Academic Ranking of World Universities(ARWU)ではWorld ranking152-200位、National Rankingでは全米70-89位にランキングされている。
中西部において安定的に高位にランキングされる歴史のある総合大学である。USNEWSには「もっと選択されるべき大学」と評価された。

## 著名な出身者
以下のリストには他大学を卒業した後、ネブラスカ大学リンカーン校の大学院に在籍し修士号・博士号を取得した人物を含んでいる。該当する人物の名前の横に、※を付した。

### 科学者
- ジョージ・ウェルズ・ビードル - 遺伝学者、1958年度のノーベル生理学・医学賞受賞者
- ドナルド・クラム* - 化学者、1987年度のノーベル化学賞受賞者
- アラン・ヒーガー - 化学者、2000年度のノーベル化学賞受賞者
- フレデリック・クレメンツ - 植物学者、クレメンツ学派の領袖
- ロスコー・パウンド - 法学者、リアリズム法学の主唱者
- ジョエル・ステビンス - 天文学者、天文学分野への光電測光技術の開拓者
- ハロルド・エジャートン - 電気工学者、エレクトロニックフラッシュの実用化に成功
- ジョイ・ギルフォード - 心理学者、人間の知能の研究に心理統計学を用いたことで有名
- エドウィン・ハリス・コルバート - 古生物学者、恐竜学の権威
- リチャード・ハミング* - 数学者、ハミング符号の考案者

### 作家・ジャーナリスト
- ウィラ・キャザー - 小説家、1923年度のピューリッツァー賞受賞者
- ローレン・アイズリー - 文化人類学者、ネイチャーライティングの代表的作家
- ジョン・ノーマン - 哲学者、SF小説『反地球』シリーズで有名

### 政治家・軍人
- ジョン・パーシング* - 陸軍軍人、第一次世界大戦のヨーロッパ派遣軍総司令官
- ジョージ・ヘンリー・ダーン - 政治家、アメリカ合衆国陸軍長官（1933年3月4日 – 1936年8月27日）
- J・リー・ランキン - 政治家、アメリカ合衆国訟務長官（1956年8月 - 1961年1月）
- クレイトン・キース・ヤイター - 政治家、アメリカ合衆国農務長官（1989年2月16日 – 1991年3月1日）
- ジョン・ムーア・アリソン - 外交官、駐日アメリカ合衆国大使（1953年5月28日 – 1957年2月2日）
- エディス・アボット - 社会福祉活動家、フランクリン・ルーズベルト大統領のアドバイザー
- グレイス・アボット - 社会福祉活動家、ハルハウスの理事
- セオドア・C・ソレンセン - 弁護士、ジョン・F・ケネディ大統領の特別顧問
- カールリス・ウルマニス - 政治家、ラトビア共和国の初代首相（1936年11月4日 – 1940年7月21日）
- エイドリアン・スミス - 政治家、ネブラスカ州3区選出のアメリカ合衆国下院議員

### 実業家・ビジネスマン
- ウォーレン・バフェット - 投資家、「オマハの賢人」として知られる世界有数の富豪
- ゲリー・トーマス - 会社員、独身者向けの冷凍食品TVディナーの発明者
- ヴィノッド・グプタ - 実業家、元インフォUSA社CEO

### 芸術家・芸能人
- アーロン・ダグラス - 画家、ハーレム・ルネサンスの指導者
- ジョニー・カーソン - 俳優、『ザ・トゥナイト・ショー』の司会者
- バーバラ・ヘンドリックス - 声楽家、人権活動でも有名

### スポーツ選手
- チャールズ・エドワード・グリーン - 陸上競技選手、メキシコシティオリンピックの金メダリスト
- ペネローペ・ヘインズ - 水泳選手、アトランタオリンピックの金メダリスト
- ルーロン・ガードナー - レスリング選手、シドニーオリンピックの金メダリスト
- マイク・ロジェー - 元NFL選手
- ロジャー・クレイグ - 元NFL選手
- トム・ラスマン - 元NFL選手
- ダリン・アースタッド - 元MLB選手
- ダン・ジョンソン - MLB選手、トロント・ブルージェイズに所属している内野手
- アレックス・ゴードン - MLB選手、カンザスシティ・ロイヤルズに所属している内野手
- ジョバ・チェンバレン - MLB選手、デトロイト・タイガースに所属している投手
- エリック・パイカウスキー - NBA選手、ロサンゼルス・クリッパーズなどで活躍した
- ティロン・ルー NBA選手、2016年のクリーブランド・キャバリアーズ優勝時のヘッドコーチ
- マイキー・ムーア - NBA選手、ボストン・セルティックスになど所属していたフォワード、センター
- マット・リンドランド - レスリング選手、総合格闘家、シドニーオリンピックの銀メダリスト
- ライアン・シュルツ - 総合格闘家
- ジェイソン・ハイ - 総合格闘家
- ゲーリー・オブライト - プロレスラー、全日本プロレスで活躍
- ジョーダン・ラーソン - バレーボール選手、ロンドンオリンピックの銀メダリスト

### その他
- ベン・クロキ - 元米兵、日系アメリカ人として唯一日本本土空襲に参加

## 日本に関連する卒業生・人物

### 教職員
- カール・ブランスタッド - 立教大学文学部元教授、英文学者、教会音楽家、立教大学聖歌隊創設者
- 上埜進 -甲南大学教授（2002年4月から9月までVisiting Research Professor, School of Accountancy）
- 蒲島郁夫 - 政治学者、熊本県知事（2008年4月16日 - ）

### 学生
- 富永啓生 - バスケットボール選手、2021年より編入